# Estación Yawatahama
La estación Yawatahama (八幡浜駅 Yawatahama-eki?) es una estación de la línea Yosan de la Japan Railways que se encuentra en la ciudad de Yawatahama de la prefectura de Ehime (Japón). El código de estación es el "U18".

## Características
Es la estación de tren más occidental de la región de Shikoku.
Es la estación de transferencia a los servicios de ferry que se dirigen hacia la región de Kyushu y los servicios de autobús que se dirigen hacia la península de Sadamisaki.

## Estación de pasajeros
La estación posee un local de ventas de pasajes de la Japan Railways hacia cualquier estación de Japón. Cuenta con expendedoras automáticas de boletos. Además hay varios locales comerciales, entre los que se destaca la agencia de viajes de la Japan Railways.

### Andenes
Cuenta con dos plataformas, una plataforma con vías de un solo lado (andén 1) y otra plataforma con vías a ambos lados (andenes 2 y 3). 
Los servicios rápidos que se dirigen hacia la ciudad de Matsuyama parten todos del andén 1, asimismo, los que se dirigen hacia la ciudad de Uwajima parten todos del andén 2.
El andén 3 es utilizada por servicios que tienen como cabecera esta estación, y para permitir el sobrepaso a los servicios rápidos.
| 1 | ● Línea Yosan | Hacia Ōzu, Iyo, Matsuyama, Takamatsu y Okayama. (incluye todos los servicios rápidos) |
| 2 | ● Línea Yosan | Hacia Uwajima. (incluye todos los servicios rápidos)                                  |
| 3 | ● Línea Yosan | Hacia Ōzu, Iyo y Matsuyama (sólo algunos servicios comunes)                           |
| 3 | ● Línea Yosan | Hacia Uwajima (sólo algunos servicios comunes)                                        |

## Alrededores de la estación
- Puerto de Yawatahama
- Terminal de autobuses de Yawatahama
- Oficina de correos de Yawatahama Hinokidani
- Fuji sucursal Yawatahama

## Historia
- 1939: el 6 de febrero es inaugurada por la Japan Railways.
- 1987: el 1° de abril pasa a ser una estación de la división Ferrocarriles de Pasajeros de Shikoku de la Japan Railways.
- 1988: en junio la línea principal Yosan vuelve a ser simplemente línea Yosan.

## Estación anterior y posterior
- Línea Yosan
  - Estación Senjō (U17)  <<  Estación Yawatahama (U18)  >>  Estación Futaiwa (U19)